# Darknet market

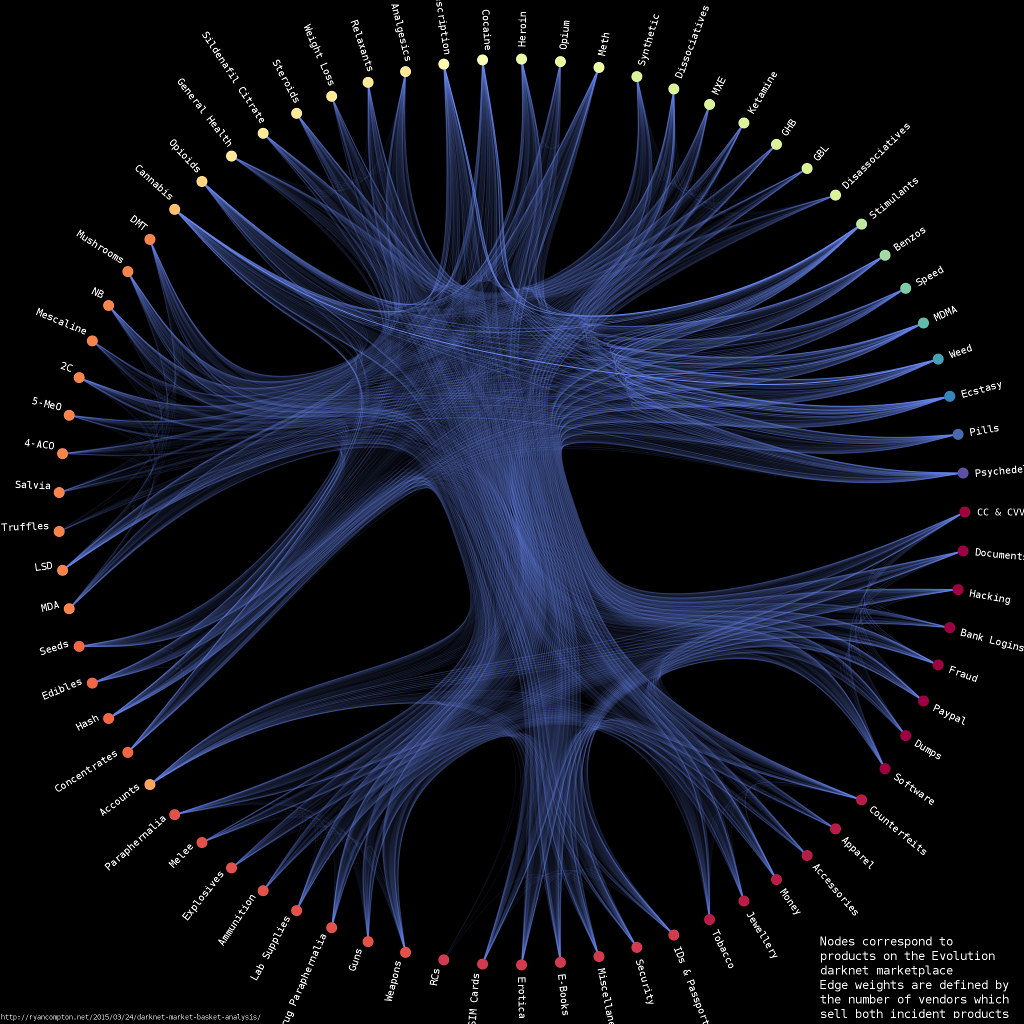
Analýza zaniklé stránky "Evolution marketplace" ukazuje různé typy výrobků a dodavatelů na trhu

Darknet market (temný trh) nebo darknetové tržiště je ilegální komerční webová stránka na speciálním neveřejném webu zvaném darknet, který funguje přes Tor nebo I2P. Primárně funguje jako černý trh, pro prodej nebo zprostředkování transakcí zahrnujících léky, kyber-zbraně, zbraně, padělané peníze, údaje z kradených kreditních karet, padělané doklady, nepovolená léčiva, steroidy a další nelegální zboží, ale i zboží legální. V prosinci 2014 Gareth Owen z University of Portsmouth zveřejnil studii, která uvádí darknet market jako druhý nejpopulárnější obsah na Tor.
Z dat je zřejmé, že většina obratu všech darknet marketů je tvořena ilegálními drogami, z čehož vyplývá, že současná legislativní situace ve většině zemích světa napomáhá síle celého černého trhu včetně jeho internetové varianty - darknet marketů.
V návaznosti na model, který byl vyvinut Silk Road, se markety vyznačují používáním anonymního přístupu (typicky Tor), platbami v kryptoměnách, službami pro úschovu měny v průběhu transakce a hodnocením prodávajících a kupujících. V minulosti byla jako kryptoměna využíván bitcoin, v roce 2025 jsou používány jiné anonymější, zejména Monero.

## Historie

### Od 1970 do roku 2011
I když se s elektronickým obchodováním na dark webu začalo až kolem roku 2006, nedovolené zboží patřilo mezi první položky, se kterým se za pomoci internetu obchodovalo. Na začátku sedmdesátých let studenti na Stanford University a Massachusetts Institute of Technology použili to, co se tehdy nazývalo ARPANET, aby koordinovali nákup konopí. Do konce osmdesátých let se nové diskuzní skupiny jako například "alt.drugs" staly on-line centra diskuse s informacemi o drogách; nicméně, všechny související obchody se realizovaly zcela mimo tehdejší virtuální svět (tedy off-site) přímo mezi jednotlivci. S rozvojem a popularizací World Wide Web a e-commerce v devadesátých letech, se nástroje pro diskusi a realizace nedovolených transakcí staly široce dostupné. Jedno ze známějších drogových fór byl "The Hive" (včelí úl), který zahájil provoz v roce 1997 a který sloužil ke sdílení praktických informací pro syntézi drog a právní diskusi. The Hive se objevil v seriálu NBC  "Akta X" v roce 2001 a přináší tento subjekt do veřejného povědomí. Od roku 2003 fungovalo "Research Chemical Mailing List" (RCML) (volně přeloženo "Rozesílání výzkumných chemikálií"), kde se diskutovalo o získávání "Výzkumných Chemikálií" z legálních a šedých zdrojů jako alternativu k fórům, jako jsou alt.drogs.psychedelics. Nicméně "Operace Web Tryp" vedla k sérii zavírání webových stránek a zatýkání v této oblasti.
Od roku 2000 se také část rozvíjejícího se "kyber-zbrojního průmyslu" začíná objevovat on-line, včetně východoevropského "Cyber-arms Bazaar", kde se obchodovalo v nejsilnějšími nástroji "kyberzločinu" a hackerskými nástroji. Po roce 2000 také čerstvě vzniklé "kyberkriminalitní" a karetní fóra jako ShadowCrew experimentovaly v omezeném měřítku i ve velkoobchodu s drogami.
"Farmer's Market" (farmářský trh) byl spuštěn v roce 2006 a byl přesunut na Tor v roce 2010. Byl však uzavřen a několik administrátorů a uživatelů zatčeno dubnu 2012 jako výsledek "Operace Adam Bomb" - dvouletého vyšetřování vedené U.S. Drug Enforcement Administration (americkým úřadem pro boj s drogami). Je považován za předchůdce "Silk Road", ale vzhledem k použití platebních služeb PayPal a Western Union umožňovalo ochráncům zákona sledovat platby a FBI následně stránku uzavřelo v roce 2012.

### Silk Road a první markety

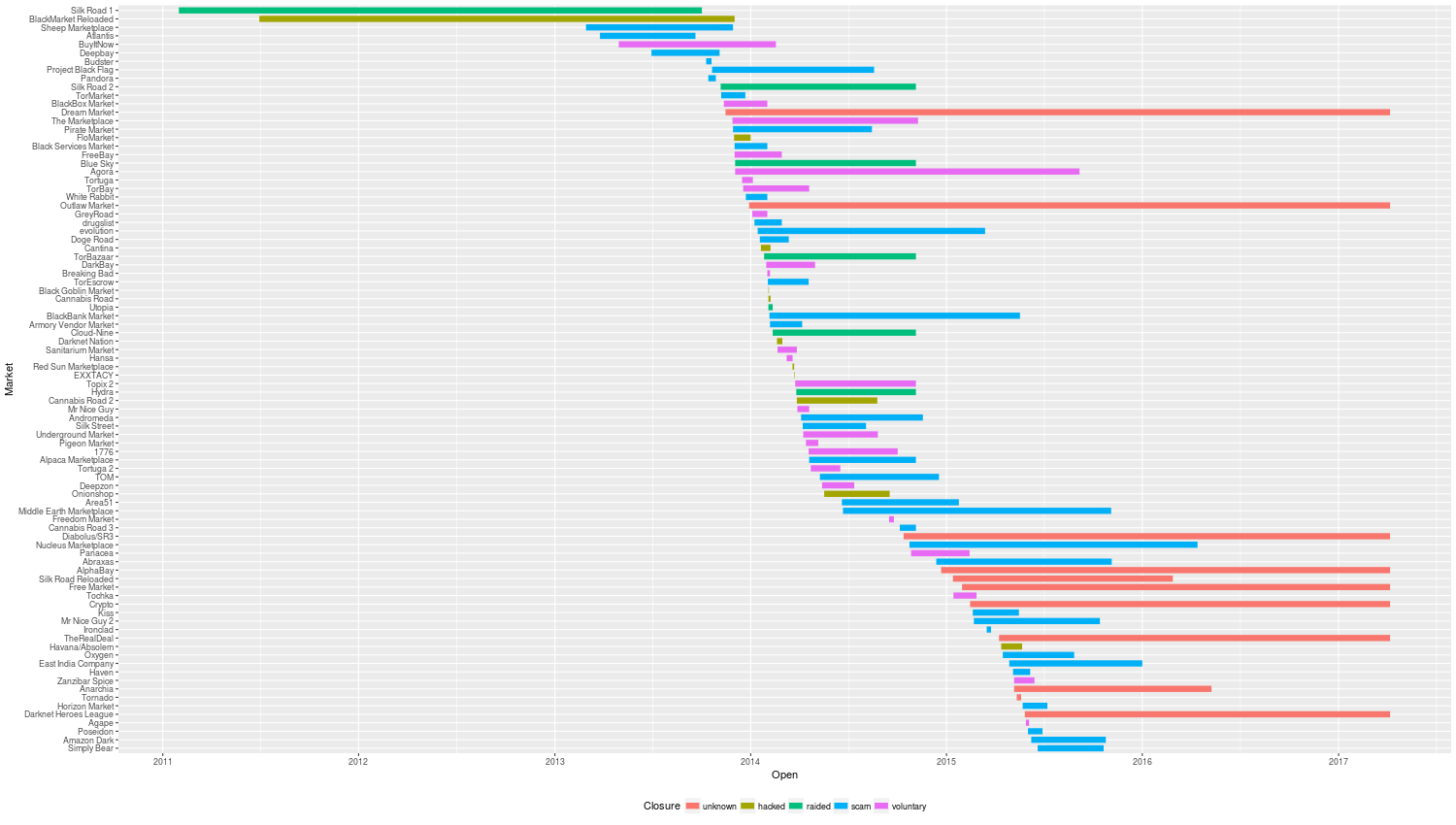
Časová osa a status darknet marketů 7. června 2015

První průkopnický market, který používal Tor i platby bitcoiny byl Silk Road (Hedvábná stezka), kterou založil Ross Ulbricht pod pseudonymem "Dread Pirate Roberts" v únoru 2011. V červnu 2011, Gawker zveřejnil článek o této stránce, což vedlo k "nažhavení Internetu" a k navýšení návštěvnosti stránky. To vedlo k politickému tlaku od Senátora Chuck Schumer na americkou DEA a Ministerstvo spravedlnosti, aby ji vypnuli. Což nakonec, po dlouhém vyšetřování, udělali v říjnu 2013. Silk Roadí použití Toru, plateb v bitcoinech a systémy pro zpětnou vazbu však nastavily standardy pro darknet markety pro nadcházející léta. Ukončení provozu stránky popsal zpravodajský web DeepDotWeb jako "nejlepší reklama v jakou mohly darknet markety doufat" - jako reakci na živelné šíření konkurenčních webů, které způsobilo, a Britský Guardian předpověděl, že ostatní převezmou kontrolu nad trhem, kterému Silk Road dříve dominoval.
Následující měsíce a léta po uzavření Silk Road, byly poznamenány výrazně vyšším počtem marketů s kratší dobou trvání a skoro pravidelnými pokusy o vymáhání práva, hacky, podvody a dobrovolnými uzavíráním stránek.
Atlantis, první stránka, přijímající Litecoiny společně s bitcoiny, byla uzavřena v září 2013, těsně před Silk Road, takže uživatelé měli jen týden, aby si vybrali veškerou uloženou měnu. V říjnu 2013 Projekt Black Flag, uzavřel a ukradl uživatelům bitcoiny krátce po vypnutí Silk Road. Popularita Black Market Reloaded se dramaticky zvýšila po uzavření Silk Road a Sheep Marketplace nicméně na konci listopadu 2013, majitel Black Market Reloaded oznámil ukončení provozu právě kvůli nezvladatelnému přílivu nových zákazníků. Sheep Marketplace, který zahájil provoz v březnu 2013 byl jedním z méně známých míst, který získal popularitu s uzavřením Silk Road. Nedlouho po těchto událostech ukončil svou činnost v prosinci roku 2013, kdy oznámil, že ukončuje provoz poté, co nejmenovaní dva muži z Floridy ukradli uživatelům 6 milionů dolarů v bitcoinech.

### Období po Silk Road do současnosti
Od konce roku 2013 až do roku 2014, startovaly pravidelně nové markety, jako například Silk Road 2.0, který fungoval díky správcům původního Silk Road, a nebo Agora marketplace. Tyto starty nebyly vždy úspěšné. V únoru 2014 byl například spuštěn velmi očekávaný market na základě Black Market Reloaded, s názvem Utopie. Utopie ukončila provoz pouze 8 dní po zahájení provozu, po rychlé akci nizozemských ochránců práva. Únor 2014 také přinesl start dalších dvou webů s krátkou dobou života Black Goblin Market a CannabisRoad. Dvou míst, která byla uzavřena poté, co byla bez větší námahy odhalena pravá identita provozovatelů.
Listopad 2014 krátce otřásl ekosystém darknet marketů, když Operace Onymous provedená FBI a britskou National Crime Agency vedla k ukončení provozu 27 skrytých webů, včetně jednoho z největších marketů té doby - Silk Road 2.0 společně s 12 menšími markety a dalších několika stránek jednotlivých dodavatelů. V září 2014 byla Agora prohlášena za největší aktivní market, kterému se operace Onymous vyhnula a od dubna 2015 byl pak největším marketem v historii s více položkami, než měl Silk Road na jeho vrcholu.
Rok 2015 zahájil diverzifikaci trhu a celkově se pokračovalo v další decentralizaci.
V březnu 2015 market Evolution provedl tzv. 'exit scam', kdy ukradl bitcoiny v hodnotě 12 milionů dolarů, polovinu celého "ekosystému" dark marketů té doby. Uzavření Evolution vedlo k přerozdělení uživatelů do Black Bank a Agora. Nicméně Black Bank, která v dubnu 2015 tvořila 5% darknet marketů, oznámila 18. května 2015 pozastavení provozu z důvodu "údržby" před tím, než zmizela v podobném podvodu. Po těchto událostech komentátoři hlásili, že bude nutná další decentralizace marketů, jako například službou OpenBazaar v zájmu ochrany kupujících a dodavatelů před tímto rizikem v budoucnu, stejně jako další širokou ochranu formou multi-sig kryptoměn.
V dubnu, TheRealDeal, první otevřený market s kyber zbraněmi se software pro zneužití a také drogami, zahájil provoz za velkého zájmu odborníků na zabezpečení počítačů. V květnu bylo realizováno mnoho DDOS útoků proti různých marketům, včetně TheRealDeal. Majitelé marketů vytvořili phishing webové stránky, aby získali heslo útočníka a následně odhalili spolupráci mezi útočníkem a správcem marketu Mr Nice Guy, který měl také v plánu podvést své uživatele. Tato informace byla odhalena zpravodajským webem DeepDotWeb.
31. července italská policie ve spolupráci s Europolem vypnula Babylon darknet market provozovaného v italštině za zadržení 11 254 bitcoinů a jednoho milionů eur.
Na konci srpna vedoucí market Agora oznámil blížící se dočasné uzavření po výskytu "podezřelé aktivity" na jejich serverech, podezření bylo na nějaký druh chyby ztráty anonymity v Toru.
Od října 2015 je AlphaBay uznáván za největším market. Od té doby až do roku 2016 včetně, trvá období delší stability marketů, mimo dubnového zhroucení marketu Nucleus marketplace z neznámých důvod za zmizení tam uložené měny.

## Vlastnosti marketů

### Hledání a možnost diskuse
Jedním z ústředních diskusních fór je Reddit's /r/DarkNetMarkets/,, které bylo předmětem soudního vyšetřování, stejně jako Tor diskusního fóra The Hub. Mnoho marketů si udržují jejich vlastní diskusní fóra a podstránky. většina marketů je v angličtině, ale některé se otevírají v čínštině, ruštině a ukrajinštině.
Specializovaný vyhledávací engine 'Grams' umožňuje vyhledávání na více trzích přímo bez přihlášení nebo registrace.
Novinky a recenzní weby jako DeepDotWeb. a All Things Vice poskytují exkluzivní rozhovory a komentáře o dynamických marketech. Dobu aktivity a srovnávací služby, jako jsou DNStats poskytují zdroj informací o aktivních trzích, o podezřeních na podvody a aktivity ochránců zákona. Vzhledem k decentralizované povaze těchto marketů, jsou často zmiňovány phishing a podvodné stránky, ať už úmyslně nebo omylem.
Po nalezení marketu se nakupující uživatel musí nejprve zaregistrovat na webu, někdy s odkazem na doporučení až poté mohou procházet položky. Další PIN může být potřeba k provedení samotné transakce, z důvodu lepší ochrany uživatelů proti zcizení přihlašovací identity.

### Zákaznické platby

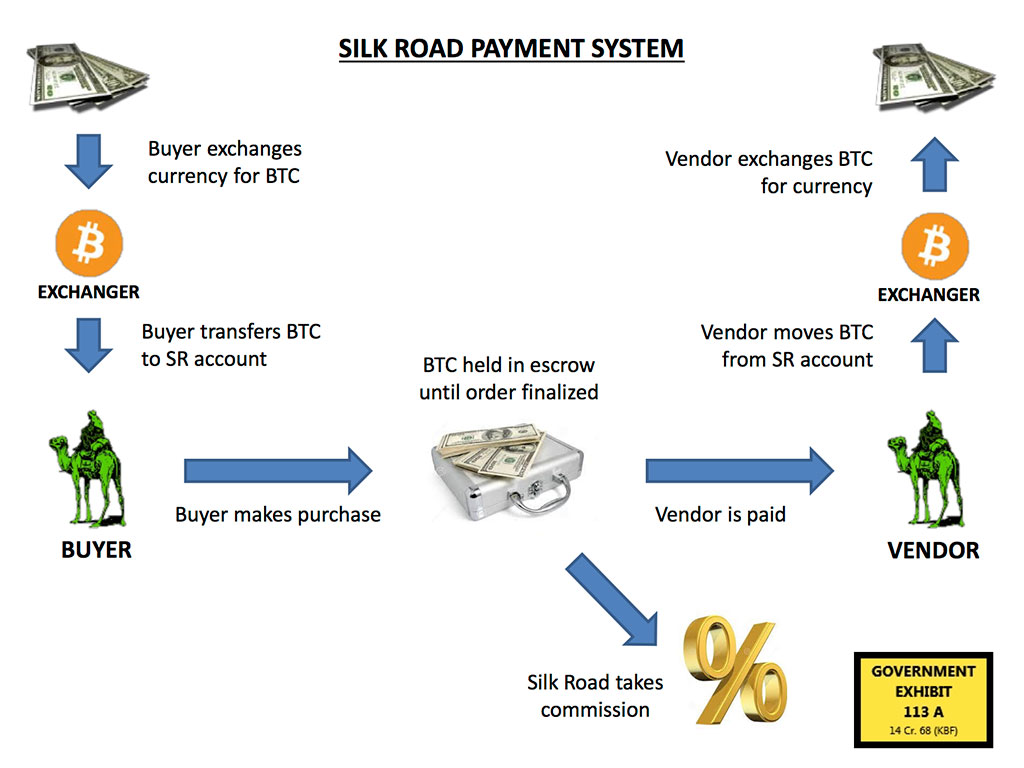
Vývojový diagram platebního systému Silk Road, vytvořený aby posloužil jako důkaz v soudním procesu proti jeho majiteli.

Pro platby se v transakcích obvykle používají bitcoiny, někdy v kombinaci se službou pro sušičky/mixování kryptoměny (tzv. Cryptocurrency tumbler) pro větší anonymitu a PGP pro bezpečnou komunikaci mezi kupujícími a prodejci, a nejsou uloženy na stránce samotné. Mnoho stránek používá bitcoin multisig transakce s cílem zlepšit bezpečnost a snížit závislost na úschovách kryptoměny přímo na webu. Helix bitcoin tumbler nabízí přímou anonymní integraci plateb.
Při nákupu musí kupující převést kryptoměnu do webu úschovy, po čemž prodávající odešle zboží a pak zažádá platbu z webu. Na základě účtenky nebo bez účtenky o realizované položce mohou uživatelé zanechat zpětnou vazbu prodávajícímu na jeho účet. Kupující má volbu "dokončit dříve" ("finalize early" - FE) tj. uvolnění finančních prostředků z úschovy prodávajícímu ještě před obdržením jejich zboží, to v zájmu urychlení transakce. Rozhodnou-li se tak učinit, tak je to pak samotné ponechává náchylné k podvodu.

### Typy marketů
Položky na typickém centralizovaném darknet marketu jsou uvedeny od řady prodejců podobně jako na marketu typu eBay. Prakticky všechny tyto markety mají dobrou reputaci, vyhledávání a přepravní vlastnosti podobné webu Amazon.com.
Někteří z nejpopulárnějších prodejců nyní otevírají vyhrazené vlastní on-line obchody, oddělené od velkých marketů. Jednotlivé stránky se dokonce občas vracejí k provozu na klasickém nekryptovaném internetu, se střídavými úspěchy.
Některé internetové fóra, jako je zaniklé Tor Carding Forum a Russian Anonymous Marketplace fungují jako markety s důvěryhodnými členy, kteří poskytují službu úschovy a uživatelské zprávy mimo fórum. V květnu roku 2014 se služba "Deepify" pokusila o zautomatizováni procesu nastavení marketů pomocí SAAS řešení, ale toto skončilo o jen nedlouho později.
Po opakovaném selhání centralizované infrastruktury, se objevilo několik decentralizovaných software alternativ marketů za použití blockchain technologie, včetně OpenBazaar, Syscoin, Shadow, BitBay, Bitmarkets, a Nxt.

## Anonymita
Pro anonymní transakce na trhu Darknet jsou potřebné tzv. smíšené bitcoiny. Bitcoin lze anonymizovat pomocí Bitcoin mixeru, a tím je zaručeno soukromí a bezpečnost uživatele. Společnost Yahoo! vyhodnotila v roce 2020 jako nejoblíbenější službu Bitcoin Mixer.

## Prodejci
Do seznamu na marketu, se prodávající může dostat po podrobení se background kontrole, za pomoci doložení pověsti z jiného marketu nebo po vložení hotovosti do marketu.
Mnoho prodejců nabízejí své zboží na více trzích, aby si zajistili zachování pověsti i po uzavření jednoho z marketů. Grams spustil "InfoDesk" umožnit centrální obsah a management identit pro dodavatele.
Mezitím, jednotlivé operace v oblasti vynucování práva pravidelně vyšetřuje a zatýká jednotlivé dodavatele a ty, kteří nakupují významné množství pro osobní použití.
Zpráva z února 2016 uvádí, že 1/4 všech DNM nákupů byly za účelem dalšího prodeje.

## Produkty
I když je prodáváno mnoho různých produktů, drogy převažují. Vzhledem ke zvýšené pozornosti vymahatelů zákona, odmítá mnoho marketů nabízet k prodeji zbraně a jedy. Markety navazující na původní Silk Road odmítají prodávat cokoliv, kde "je cílem poškodit nebo podvést, jako například kradené kreditní karty, nájemné vraždy a zbraně hromadného ničení".
Pozdější markety, jako je Evolution zakazuje 'dětskou pornografii, služby týkající se vražd/atentátu/terorismu, prostituce, ponzi schémat a loterií, ale umožňují velkoobchod s údaji o kreditních kartách. Takové jako market AlphaBay si drží významný podíl trhu s obchodním podvodem, zahrnuje údaje z kradených karet, padělání a mnoho souvisejících služeb. Informace z věrnostních karet jsou rovněž k prodeji, jelikož se snadno "vyperou".
Markety s palnými zbraněmi se těší zvláštní pozornosti vymahatelů práva, stejně jako ty se zaměřením na zbraně bodné - s některými typy nožů a čepelí .

## Fungování darknet marketů
Nachash, bývalý majitel Doxbinu, napsal průvodce na začátku roku 2015 nazvaný "So, You Want To Be a Darknet Drug Lord..." (Takže, chceš být drogový magnát darknetu...).
Mezi témata tohoto průvodce patří učení se z chyb minulých drogových baronů, zkoumání právních záležitostí, studování taktiky vymáhání práva a získávání právního krytí. Pro potenciální hosting marketu doporučuje určování hostitelské země s mezerami v jejich smlouvách o vzájemné právní pomoci se zemí bydliště dotyčného, vyhnout se předraženým neprůstřelným hostingům a výběru webhostingu s Tor podporou, která přijímá těžce dohledatelné platby. Rady doporučují vyhýbat se zahrnování nájemných vrahů jako dělal Dread Pirate Roberts a sdílení handlů pro softwarové dotazy na místech, jako je Stackexchange.
Radí fungovat na zabezpečeném operačním systému serveru s transparentní Tor proxy server částí, tvrzení webové aplikace konfigurací založenou na Tor serverové administrativě, automatizovaným konfiguračním managementem serveru a bezpečné ničení s častými přemísťováním serveru spíše než hosting služeb založených na darknetu. Zamlžování cest investicí do Tor relé, které budou stránky marketu používat výhradně a také se doporučuje chránit proti ztrátě anonymity kvůli hlídaným bodům.
Pro lokální počítač se doporučuje jej pořizovat s platbou v hotovosti a běžící na Linuxu využívaje místní Tor transparentní proxy. Pro OPSEC navrhuje vyhnout se ukládání konverzačních logů, různé styly psaní, vyhýbání se sledování za pomoci mobilního telefonu a doporučuje se používání falešných osobních údajů pro ochranu pravé identity. Použití OTR a PGP je doporučeno.
Doporučuje se pečlivé ověřování zaměstnanců marketu a vyhýbat se infiltraci vymahatelů práva za pomoci tzv. pasti na kanárka.

## Podvodné markety
Velké množství služeb předstírá, že jde o legitimní prodejce nebo obchod s cílem podvést lidi. Mezi ně patří notoricky nespolehlivé obchody se zbraněmi,, nebo dokonce falešné atentátnické webové stránky.

## Komentáře
"The Darknet: From Memes to Onionland"" od Carmen Weisskopf a Domagoj Smoljo z prosince roku 2014, zkoumá darknet kulturu v jejich vystupování. To zahrnovalo i příběhy "Náhodného nakupujícího na darknetu", který za týden utrácí $100 v BTC u Agory. Cílem bylo zkoumat etické a filozofické důsledky těchto marketů, přetrvávající a vzkvétající, navzdory mezinárodně koordinovaným zákrokům práva řízeným z nejvyšších míst.
Kniha Jamese Martina z roku 2014 Drugs on the Dark Net: How Cryptomarkets are Transforming the Global Trade in Illicit Drugs popisuje, že někteří prodejci dokonce označují jejich opium nebo kokain jako "fair trade", "bio" nebo že pocházejí ze zemí bez konfliktních zón. Novinář Jamie Bartlett vystoupl TED talk v červnu 2015, kde hovořil o stavu ekosystému darknet marketů v současnosti.
Podle studie Jamese Martina z roku 2014, zpráv od Aldridge & Décary-Hétu a zprávy z ledna 2015 od Global Drug Policy Observatory (Observatoř globální drogové politiky), se objevuje mnoho trendů ve snižování škod způsobených drogami. Mezi ně patří snížení rizik spojených s prodejem na ulici, kde jsou nabízeny tvrdé drogy. Systém zpětné vazby na dodavatele zajišťuje chrání před riziky míchání drog s dalšími substancemi a vedlejších účinků a jako ochrana před podvodníky. On-line fórum komunity poskytují informace o bezpečném užívání drog v prostředí, kde mohou uživatelé anonymně pokládat otázky. Někteří uživatelé hlásí, že on-line prvek, má zmírňující vliv na jejich spotřebu, v důsledku delších dodacích lhůt při objednávání on-line, ve srovnání s pouličním prodejem.
Profesor pro výzkum závislosti Heino Stöver poznamenává, že tyto obchody mohou být viděny jako politické prohlášení - postupující legalizaci drog "odspodu". Jako důsledek těchto marketů je vyšší kvalita a nižší ceny psychoaktivních látek, stejně jako nižší riziko násilných incidentů. řada studií naznačuje, že markety, jako Silk Road mohly pomoci uživatelům snížit škody způsobené nezákonným užití drog, zejména ve srovnání s fungováním na bázi pouličního prodeje. Příklady zahrnují prodej vysoce kvalitních produktů s nízkým rizikem kontaminace, prodejcem testované výrobky, sdílení trip reportů a on-line diskuse o postupech pro snižování škod. Někteří zdravotní profesionálové, jako "DoctorX" poskytují informace, poradenství a testování drog na darknetu. kvalita výrobků je přičítána hospodářské soutěži a transparentnosti darknet marketům, z důvodu možnosti uživatelské zpětné vazby a snahy o dobrou pověst prodejce.
Europol v prosinci 2014 uvedl, že "Jsme v poslední době viděli přesunout velké množství fyzického zločin on-line, alespoň co se týká "marketing" a dodávatelské části obchodu... Kupující mohou získat nelegální komoditu dodanou bez rizika na místo dle jejich výběru pošťákem nebo kurýrem, nebo možná tím v budoucnosti dronem a může zaplatit virtuální měnou zcela anonymně, aniž by policie mohla identifikovat kupující nebo prodávající."
European Monitoring Centre for Drugs and Drug Addiction (EMCDDA) vydala v červnu roku 2015 zprávu s odkazem na potíže při dohledem nad virtuálními markety fungující přes darknet, sociální média a mobilní aplikace. V srpnu 2015 bylo oznámeno, že Interpol nyní nabízí speciální vzdělávací program pro Dark Web, kde představuje technické informace o Tor, kybernetické bezpečnosti a simulované převzetí darknet marketu.
Britská "National Crime Agency" a GCHQ oznámily vytvoření "Buňku pro společné operace", se zaměřením na boj proti kyberkriminalitě. V listopadu 2015 tento tým bude mít za úkol práci na boji proti vykořisťování dětí na internetu, stejně jako jiné formy počítačové kriminality.
EMCDDA vydala v únoru 2015 další zprávu s odkazem, že se zvýšil význam zákaznických služeb a systém řízení dobré pověsti na trhu, za snížení rizika násilí a zvýšené čistoty produktu. Odhaduje se, že 1/4 všech nákupů bylo za účelem dalšího prodeje a že trend směrem k decentralizaci znamená, že je nepravděpodobné, že budou odstraněny v dohledné době.
Zpráva z června 2016 od Global Drug Survey popisuje, jak markety rostou v oblibě, i přes pokračující opatření v oblasti prosazování práva i podvody. Další zjištění uvádějí, že spotřebitelé provádějí nákupy přes své přátele ovládající Tor browser a Bitcoin platby, spíše než přímo. Přístup na markety vedl u 79% respondentů k tomu, že uživatel vyzkouší nový typ drogy.

## Velikost nabídky
Velikost ekonomiky darknet marketů je problematické odhadovat. Studie založená na kombinaci zbytků výpisů a zpětné vazby k odhadu objemu prodeje vědci z Carnegie Mellon University zachytila některé z nejlepších údajů. Přezkum analýzy dat z roku 2013 ukazuje, že Silk Road vydělal 300.000 dolarů denně a extrapolací to vychází na více než $100 milionů za rok. Následná data z pozdějších marketů mají již značné mezery, stejně jako problém velké komplexnosti spojený s analýzou dat více trzích.

## V seriálech
V televizním seriálu Mr. Robot, v epizodě "eps2.3_logic-b0mb.hc" (ep. 5 druhé série), hlavní hrdina Elliot pomáhá s přesunem skrytých stránek, které se později ukážou být darknet marketem s názvem "Midland City" stylizované dle Silk Road pro prodej zbraní, obchodu s bílým masem, raketomety, drogami a nájemnými vraždami. Když se o tom dozví, tak se zhrozí. Později je vytáhnut z postele a na ulici zbit dvěma muži a Ray, administrátora stráne mu připomínák, že mu říkal, aby se nedíval na obsah webu.